# Cultura de Songze
La cultura de Songze (xinès tradicional: 崧澤文化, xinès simplificat: 崧泽文化, pinyin: Sōngzé wénhuà) (3800-3300 aC) va ser una cultura arqueològica que va existir en el Neolític a la zona del llac Tai, prop de Xangai.

## Datacions
Es van prendre tres datacions de radiocarboni de les capes de la cultura de Songze a Jiangli, a prop del llac Tai. Dues de les datacions es van obtenir a partir de grans d'arròs carbonitzat, que van retornar les dates de 3360-3090 aC i 3540-3370 aC. La tercera data es va treure de passacamins i va produir una cronologia entre el 3660 i el 3620 aC. Encara que s'accepta que és el successor de la cultura de Majiabang, altres han suggerit que Songze va ser una fase successora de la cultura d'Hemudu.

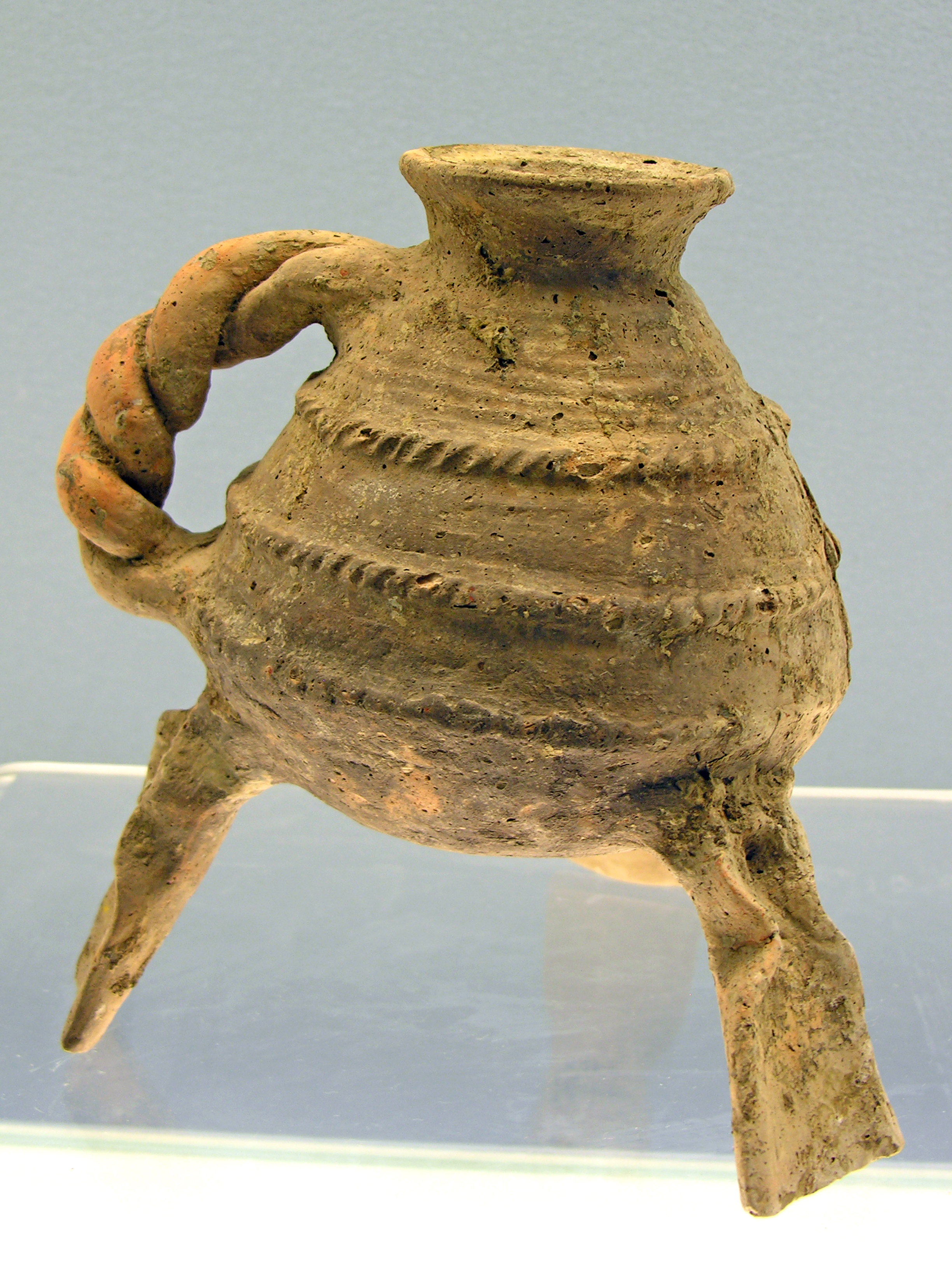
Vas de ceràmica gris de la cultura de Songze, 3800-3200 aC.

## Jaciments

### Songze
El 1957, els arqueòlegs van descobrir un assentament al nord del poble de Songze, a prop de la ciutat xinesa de Zhaoxiang (赵 巷镇), al districte de Qingpu de Xangai. Les excavacions s'han dut a terme al llarg de 1961, 1974–1976, 1987, 1994–1995 i 2004. Aquestes van revelar tres capes culturals: la més recent tenia ceràmica del període de Primaveres i Tardors; la capa mitjana era un cementiri amb 148 sepultures i nombrosos artefactes; i la capa més antiga pertanyia a un poble de la cultura de Majiabang.

### Nanhebang

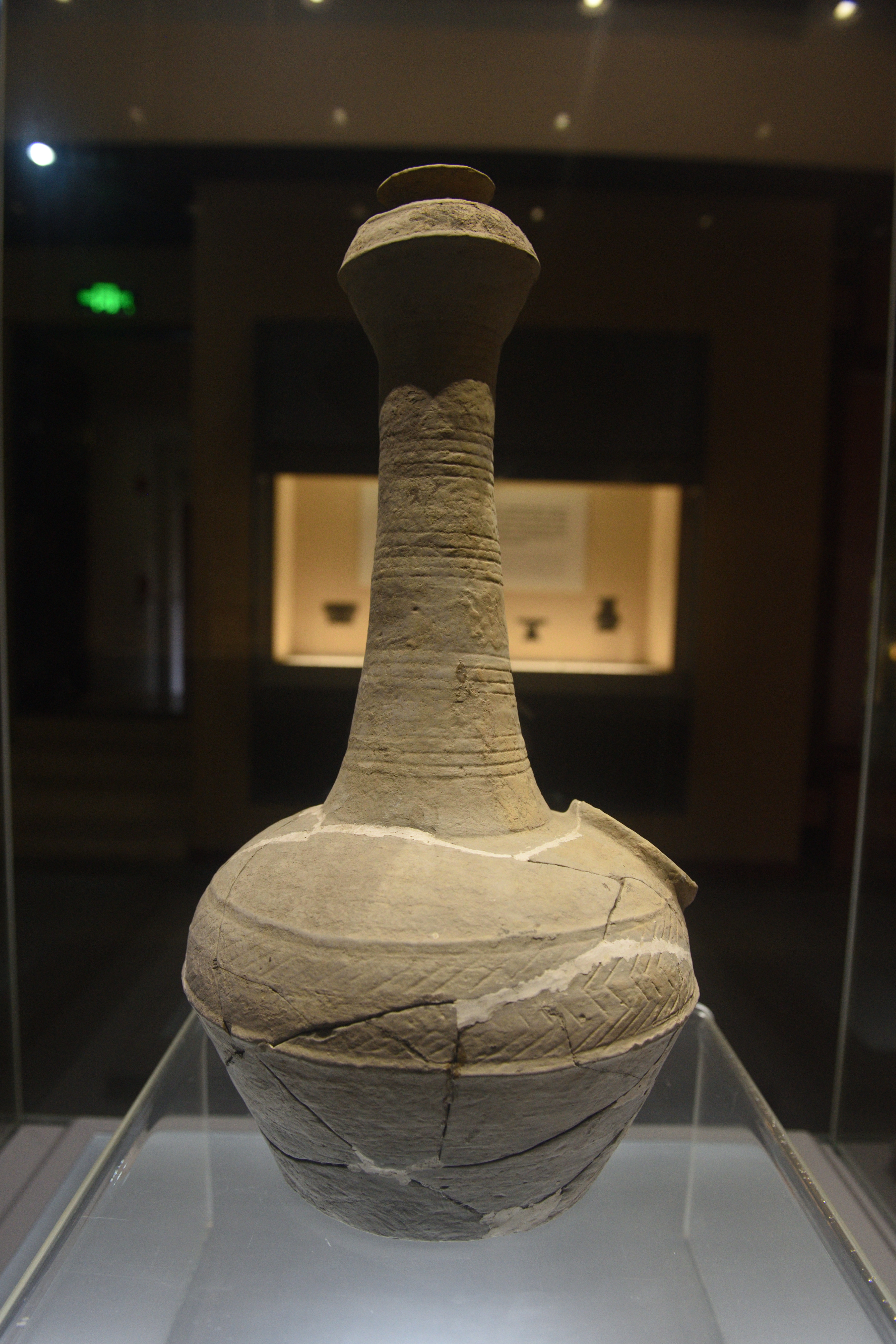
Ampolla de torre excavada al jaciment de Nanhebang, de la cultura de Songze.

S'han excavat 92 sepultures d'un cementiri de Songze a Nanhebang.

### Pishan
El cementiri Pishan contenia 61 enterraments.

### Dongshan
El poble de Dongshan es troba a prop de la ciutat de Jingang, a 18 km a l'oest de Zhangjiagang. Va ser descobert al 1989 i ha estat sotmès a excavacions del museu Suzhou (1989-1990), seguides de dues grans excavacions de rescat dirigides pel Museu de Nanjing als anys 2008-2009. L'assentament es divideix en tres zones: l'àrea 1 era un petit cementiri de 27 enterraments, tots ells amb diferents quantitats de béns funeraris i que s'ha utilitzat per suggerir l'existència d'una societat estratificada; l'àrea 2 era un habitatge que comprenia cinc edificis al centre del poblat; i l'àrea 3 era un altre cementiri a l'oest del jaciment, amb 10 tombes.